# Dunreith
Dunreith és una població dels Estats Units a l'estat d'Indiana. Segons el cens del 2000 tenia 184 habitants.

## Demografia
Segons el cens del 2000, Dunreith tenia 184 habitants, 75 habitatges, i 62 famílies. La densitat de població era de 507,4 habitants/km².
Dels 75 habitatges en un 28% hi vivien nens de menys de 18 anys, en un 64% hi vivien parelles casades, en un 10,7% dones solteres, i en un 17,3% no eren unitats familiars. En el 17,3% dels habitatges hi vivien persones soles el 12% de les quals corresponia a persones de 65 anys o més que vivien soles. El nombre mitjà de persones vivint en cada habitatge era de 2,45 i el nombre mitjà de persones que vivien en cada família era de 2,68.
Per edats la població es repartia de la següent manera: un 17,9% tenia menys de 18 anys, un 9,2% entre 18 i 24, un 28,3% entre 25 i 44, un 26,6% de 45 a 60 i un 17,9% 65 anys o més.
L'edat mediana era de 42 anys. Per cada 100 dones de 18 o més anys hi havia 101,3 homes.
La renda mediana per habitatge era de 39.250$ i la renda mediana per família de 44.688$. Els homes tenien una renda mediana de 40.781$ mentre que les dones 25.357$. La renda per capita de la població era de 20.697$. Entorn de l'1,8% de les famílies i el 4,7% de la població estaven per davall del llindar de pobresa.

## Poblacions més properes
El següent diagrama mostra les poblacions més properes.